# Floridor Pérez
Floridor Pérez Lavín (Yates, Cochamó; 13 de octubre de 1937-Santiago, 21 de septiembre de 2019) fue un poeta chileno de la llamada «generación literaria de 1960».

## Biografía
Comenzó a interesarse por la poesía a los 11 años: «Primero por leerla, por escucharla y por recitarla, porque en aquellos tiempos lejanos, cuando no había televisión, le gustaba escuchar movidic de pelcan meybi   los chicos de la casa éramos parte de la entretención que se les ofrecía a las visitas, claro los más dotados tocaban un instrumento musical o cantaban, pero a mí solo me daba para recitar».
En el colegio se interesó por la política; su padre era comunista, y «él encabezó centros de alumnos y representó a la comunidad en reuniones y encuentros». Con apenas quince años tuvo la responsabilidad de proclamar a un candidato a diputado. «Cuando terminé me senté y un hombre que parecía un oso polar cruzó todo el salón y me levantó a un metro del suelo para abrazarme; se llamaba Volodia Teitelboim». 
Años después promovió y presidió el primer Congreso de Estudiantes Normalistas de Chile, que dio como resultado la creación de la federación que los agrupó».

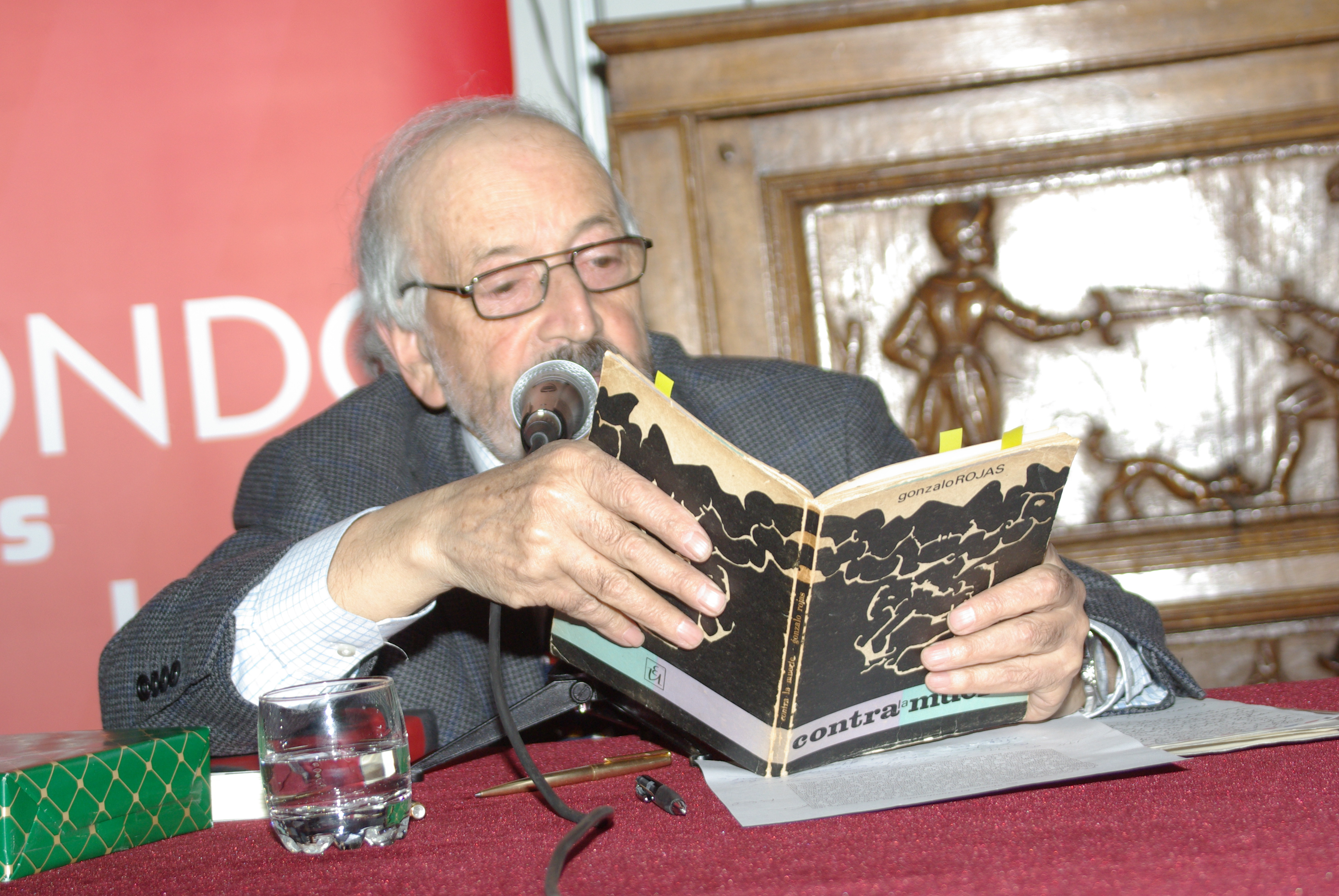
Floridor Pérez en un homenaje a Gonzalo Rojas, Museo Histórico Nacional, abril de 2013

Estudió pedagogía en castellano en la Escuela Normal de Victoria, de donde egresó en 1957 y ejerció durante muchos años como maestro rural de enseñanza básica en la Región del Biobío, de educación media en el norte, y en el centro del país en las universidades Andrés Bello, de Chile, Católica y Adolfo Ibáñez. 
Publicó su primer poemario, Para saber y cantar, en 1965.
Sobre su vena periodística, ha comentado: «Empecé a escribir en publicaciones escolares, en los 80, en la revista Apuntes y, en los 90, en Tareas escolares Zig-Zag. Pero yo desde que era profesor en Los Ángeles, mantenía una página semanal en el diario La Tribuna, que salía los sábados. Los domingos hacía un programa en la radio Agricultura que se llamaba Antena Literaria, nada original [...] Mi pasión por el periodismo, mi vocación pedagógica y mi interés por la poesía y la literatura, se juntó y armó una nueva profesión, por lo que empecé a impartir clases en distintas universidades».
Durante el Gobierno de Salvador Allende, fue nombrado asesor en la editorial Quimantú, por lo que debía hacer frecuentes viajes a Santiago desde el pueblo de Mortandad, en cuya escuela enseñaba. Después del golpe militar del 11 de septiembre de 1973 de Augusto Pinochet, fue relegado a la isla Quiriquina. Sobre esta experiencia trata Cartas de prisionero; Natacha, su segunda esposa con quien se casó en noviembre de 2007, es coautora de esa «obra romántica, que comparte las cartas que ambos se enviaron mientras él estuvo preso seis meses». Después de la isla, fue relegado a Combarbalá.
En 1990 obtuvo la beca Fundación Andes de escritor en residencia en la Universidad de Concepción.
Su obra no se circunscribe a la poesía: «Floridor Pérez ha desarrollado una amplia labor de recopilación, conservación y difusión de las tradiciones chilenas, así como de compilador de cuentos populares, como el volumen Pedro Urdemales». Sus Mitos y leyendas de Chile ha tenido múltiples reediciones y en total a marzo de 2013 llevaba más de setecientos setenta mil ejemplares vendidos. Colaboró asimismo en diversos medios con comentarios de la obra de otros autores y publicó estudios sobre importantes escritores nacionales, por ejemplo, julian Rojas. Escribió desde el primer número en la revista Orfeo, fundada por Jorge Teillier en 1963.
Condujo talleres literarios, como el que hizo con Jaime Quezada en La Chascona, la que fuera casa de Neruda en Santiago. «El taller muestra el camino, no enseña a caminar [...] Yo me comprometería a enseñar a escribir, pero sí me comprometo a enseñar a borrar», ha comentado Floridor Pérez. Dirigió —desde su creación en 1988— el Taller de Poesía de la Fundación Pablo Neruda.
Sus poemas se han traducido a otros idiomas; en Alemania apareció una antología bilingüe suya.

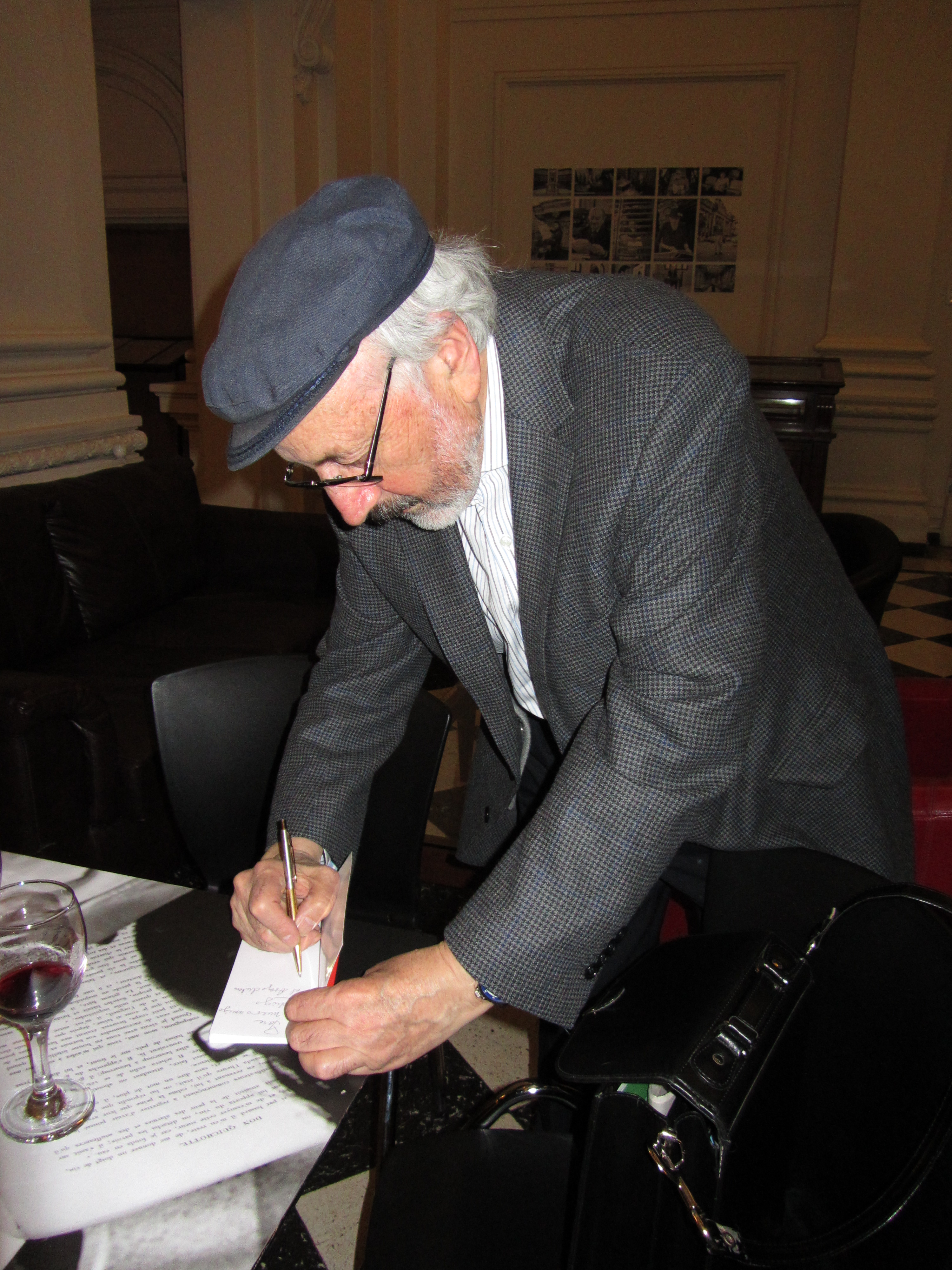
Floridor Pérez firmando un autógrafo

En 2011, gracias al Consejo de la Cultura, viajó a conocer su pueblo natal. Allí dijo: «Yo había estado en la región antes, pero nunca había venido al lugar donde nací. Recorriendo estos parajes tan lejanos, lo único que puedo imaginar son las aventuras que deben haber pasado mis padres que se movilizaban en bote, debido a la total inexistencia de caminos en el año 1937».
El 23 de abril de 2018 fue inaugurada la biblioteca pública municipal de La Cisterna, la cual fue bautizada como Floridor Pérez en su honor. Falleció de cáncer el 21 de septiembre de 2019, a la edad de 76 años.

## Premios
- Finalista del Premio Altazor de Poesía 2005 con Tristura
- Finalista del Premio Altazor de Ensayo 2006 con Gabriela Mistral Esencial
- Finalista del Premio Altazor de Ensayo 2008 con Pablo Neruda esencial

finalista del premio altazor de ensayo 2010

## Obra
Entre sus obras figuran estudios biográficos y literarios como Francisco Coloane, biografía de leyenda (1993), Gabriela Mistral, una lección para aprender (1993) y Manuel Rojas, la novelesca vida de un novelista (1994), además de obras destinadas a la enseñanza como su Diccionario ortográfico de dudas de la lengua (1994) y una versión modernizada del cantar de gesta castellano Poema de Mio Cid.

### Poesía
- Para saber y cantar, Colección Orfeo, Santiago, 1965
- Cielografía de Chile, 1973 (LAR, Concepción, 1985; con dibujos de Andrés Sabella)
- Chile contado y cantado, Nascimento, Santiago, 1981
- Cartas de prisionero, México, 1984 (LAR, Concepción, 1985; LOM, Santiago, 2002)
- Chilenas i chilenos, Santiago, 1986
- Memorias de un condenado a amarte, Ediciones Reencuentro, Santiago, 1993
- Obra completamente incompleta, Universidad Nacional Andrés Bello, Editorial Planeta, Santiago, 1997. En 2015, Ediciones de la Universidad de Valparaíso, con el apoyo del Consejo Nacional de la Cultura, publicó con el mismo título una nueva versión corregida y aumentada; tiene prólogo de Eduardo Llanos Melussa y de retratos poéticos de Floridor Pérez escritos por Nicanor Parra, Gonzalo Rojas, Federico Schopf y Juan Cameron
- Navegancias, 2000
- Tristura, autoedición, 2004
- Con lágrimas en los anteOjOs, Antología, Santiago: Editorial Pfeiffer, Colección 33, 2010

### Otras obras
- La vuelta de Pedro Urdemales, 1972
- Poema de Mío Cid, versión modernizada, 1980
- Floridor Pérez, Colección ¿Quién es quién en las letras chilenas?, Agrupación Amigos del Libro, Santiago, 1981
- Pablo Neruda: poesía y prosa autobiográfica, Zig-Zag, Santiago, 1990
- Mitos y leyendas de Chile, Zig-Zag, Santiago, 1992
- Cuando los grandes eran chicos. Infancia de personajes célebres, Zig-Zag, Santiago, 1992
- Cuentos de siempre para niños de hoy, con ilustraciones de Andrés Jullian; Zig-Zag, Santiago, 1993
- Francisco Coloane, biografía de una leyenda, 1993
- Gabriela Mistral: una lección por aprender, Zig-Zag, Santiago, 1993
- Pablo Neruda, capitán de Isla Negra, Zig-Zag, Santiago, 1994
- Manuel Rojas: la novelesca vida de un novelista, 1994
- Diccionario ortográfico de dudas de la lengua, 1994
- Antología de Gibrán Jalil Gibrán, Editorial Universitaria, 1994
- Antología del poema breve en Chile, Grijalbo, 1998
- Poesía chilena del deporte y los juegos, Zig-Zag, Santiago, 2003
- Pablo Neruda: Antología de Chile, flora, fauna y geografía poética, Copesa Editorial S.A., 2004
- Gabriela Mistral. 50 prosas en 'El Mercurio' 1921-1956, selección, prólogo y notas de Floridor Pérez; El Mercurio / Aguilar, Santiago, 2005
- Gabriela Mistral esencial, Alfaguara, Santiago, 2005
- Cuentos de siempre para niños de hoy, 2006
- Pablo Neruda esencial, Alfaguara, Santiago, 2007